# Касталя-дал-Бальєс
Касталя́-дал-Бальє́с (кат. Castellar del Vallès) — муніципалітет, розташований в Автономній області Каталонія, в Іспанії. Код муніципалітету за номенклатурою Інституту статистики Каталонії — 80517. Знаходиться у районі (кумарці) Бальєс-Уксідантал (коди району — 40 та VC) провінції Барселона, згідно з новою адміністративною реформою перебуватиме у складі Баґарії (округи) Барселона. За кількістю населення у 2007 р. місто займало 55 місце серед муніципалітетів Каталонії.

## Населення
Населення міста (у 2007 р.) становить 22.007 осіб (з них менше 14 років — 18,2 %, від 15 до 64 — 69,8 %, понад 65 років — 12 %). У 2006 р. народжуваність склала 297 осіб, смертність — 129 осіб, зареєстровано 95 шлюбів. У 2001 р. активне населення становило 9.562 особи, з них безробітних — 891 особа.

Серед осіб, які проживали на території міста у 2001 р., 13.661 народилися в Каталонії (з них 10.565 осіб у тому самому районі, або кумарці), 4.037 осіб приїхало з інших областей Іспанії, а 557 осіб приїхало з-за кордону. 

Університетську освіту має 12,4 % усього населення. 

У 2001 р. нараховувалося 6.171 домогосподарство (з них 13,3 % складалися з однієї особи, 27,5 % з двох осіб,24,5 % з 3 осіб, 25,1 % з 4 осіб, 6,8 % з 5 осіб, 2 % з 6 осіб, 0,5 % з 7 осіб, 0,2 % з 8 осіб і 0,1 % з 9 і більше осіб).

Активне населення міста у 2001 р. працювало у таких сферах діяльності: у сільському господарстві — 0,8 %, у промисловості — 33,7 %, на будівництві — 9,9 % і у сфері обслуговування — 55,6 %. 

 У муніципалітеті або у власному районі (кумарці) працює 6.978 осіб, поза районом — 5.002 особи.

### Доходи населення
У 2002 р. доходи населення розподілялися таким чином :
| \| Доходи населення за статтями доходів \| Доходи населення за статтями доходів \| Доходи населення за статтями доходів \| \| Рік \| 2002 р. \| 2001 р. \| \| ------------------------------------ \| ------------------------------------ \| ------------------------------------ \| \| Заробітна платня \| 60,5% \| 62,1% \| \| Доходи від ведення бізнесу \| 26,9% \| 25,8% \| \| Соціальна допомога \| 12,6% \| 12,1% \| |         |         |
| Доходи населення за статтями доходів |         |         |
| Рік | 2002 р. | 2001 р. |
| Заробітна платня | 60,5%   | 62,1%   |
| Доходи від ведення бізнесу | 26,9%   | 25,8%   |
| Соціальна допомога | 12,6%   | 12,1%   |

### Безробіття
У 2007 р. нараховувалося 842 безробітних (у 2006 р. - 918 безробітних), з них чоловіки становили 33,6%, а жінки - 66,4%.

## Економіка
У 1996 р. валовий внутрішній продукт розподілявся по сферах діяльності таким чином :
| \| Валовий внутрішній продукт \| Валовий внутрішній продукт \| Валовий внутрішній продукт \| \| Рік \| 1996 р. \| 1991 р. \| \| -------------------------- \| -------------------------- \| -------------------------- \| \| Сільське господарство \| 0,4% \| 0,7% \| \| Промисловість \| 52,7% \| 57,7% \| \| Будівництво \| 8,6% \| 8,6% \| \| Послуги \| 38,2% \| 33% \| |         |         |
| Валовий внутрішній продукт |         |         |
| Рік | 1996 р. | 1991 р. |
| Сільське господарство | 0,4%    | 0,7%    |
| Промисловість | 52,7%   | 57,7%   |
| Будівництво | 8,6%    | 8,6%    |
| Послуги | 38,2%   | 33%     |

### Підприємства міста

#### Промислові підприємства
| \| Промислові підприємства міста, за сферою діяльності \| Промислові підприємства міста, за сферою діяльності \| Промислові підприємства міста, за сферою діяльності \| \| Рік \| 2002 р. \| 2001 р. \| \| --------------------------------------------------- \| --------------------------------------------------- \| --------------------------------------------------- \| \| Енергетичні та водні ресурси \| 1,2% \| 1,2% \| \| Хімія та метали \| 5,5% \| 6,2% \| \| Переробка металів \| 49,3% \| 49,3% \| \| Продукти харчування \| 6,5% \| 5,4% \| \| Текстиль \| 16,1% \| 17,6% \| \| Виробництво меблів, видання \| 13,2% \| 12,6% \| \| Інше \| 8,2% \| 7,7% \| \| Усього підприємств \| 416 \| 404 \| |         |         |
| Промислові підприємства міста, за сферою діяльності |         |         |
| Рік | 2002 р. | 2001 р. |
| Енергетичні та водні ресурси | 1,2%    | 1,2%    |
| Хімія та метали | 5,5%    | 6,2%    |
| Переробка металів | 49,3%   | 49,3%   |
| Продукти харчування | 6,5%    | 5,4%    |
| Текстиль | 16,1%   | 17,6%   |
| Виробництво меблів, видання | 13,2%   | 12,6%   |
| Інше | 8,2%    | 7,7%    |
| Усього підприємств | 416     | 404     |

#### Роздрібна торгівля
| \| Підприємства роздрібної торгівлі міста, за сферою діяльності \| Підприємства роздрібної торгівлі міста, за сферою діяльності \| Підприємства роздрібної торгівлі міста, за сферою діяльності \| \| Рік \| 2002 р. \| 2001 р. \| \| ------------------------------------------------------------ \| ------------------------------------------------------------ \| ------------------------------------------------------------ \| \| Продукти харчування \| 34,1% \| 35% \| \| Одяг та взуття \| 16,9% \| 17,3% \| \| Товари для дому \| 13,7% \| 13% \| \| Книги та періодичні видання \| 3,1% \| 3,1% \| \| Промислова хімічна продукція \| 8,6% \| 8,7% \| \| Продукція, пов'язана з транспортними засобами \| 3,9% \| 3,5% \| \| Інше \| 19,6% \| 19,3% \| \| Усього підприємств \| 255 \| 254 \| |         |         |
| Підприємства роздрібної торгівлі міста, за сферою діяльності |         |         |
| Рік | 2002 р. | 2001 р. |
| Продукти харчування | 34,1%   | 35%     |
| Одяг та взуття | 16,9%   | 17,3%   |
| Товари для дому | 13,7%   | 13%     |
| Книги та періодичні видання | 3,1%    | 3,1%    |
| Промислова хімічна продукція | 8,6%    | 8,7%    |
| Продукція, пов'язана з транспортними засобами | 3,9%    | 3,5%    |
| Інше | 19,6%   | 19,3%   |
| Усього підприємств | 255     | 254     |

#### Сфера послуг
| \| Підприємства міста, що працюють у сфері послуг, за діяльністю \| Підприємства міста, що працюють у сфері послуг, за діяльністю \| Підприємства міста, що працюють у сфері послуг, за діяльністю \| \| Рік \| 2002 р. \| 2001 р. \| \| ------------------------------------------------------------- \| ------------------------------------------------------------- \| ------------------------------------------------------------- \| \| Гуртова торгівля \| 17,4% \| 16,9% \| \| Готелі та готельний бізнес \| 13,4% \| 13,8% \| \| Транспорт та зв'язок \| 20,4% \| 20,6% \| \| Посередницькі фінансові послуги \| 3,1% \| 3,2% \| \| Послуги підприємствам \| 7,9% \| 6,2% \| \| Послуги фізичним особам \| 23,8% \| 27% \| \| Нерухомість та ін. \| 13,9% \| 12,3% \| \| Усього підприємств \| 604 \| 567 \| |         |         |
| Підприємства міста, що працюють у сфері послуг, за діяльністю |         |         |
| Рік | 2002 р. | 2001 р. |
| Гуртова торгівля | 17,4%   | 16,9%   |
| Готелі та готельний бізнес | 13,4%   | 13,8%   |
| Транспорт та зв'язок | 20,4%   | 20,6%   |
| Посередницькі фінансові послуги | 3,1%    | 3,2%    |
| Послуги підприємствам | 7,9%    | 6,2%    |
| Послуги фізичним особам | 23,8%   | 27%     |
| Нерухомість та ін. | 13,9%   | 12,3%   |
| Усього підприємств | 604     | 567     |

## Житловий фонд
У 2001 р. 2,2 % усіх родин (домогосподарств) мали житло метражем до 59 м2, 29,1 % — від 60 до 89 м2, 38,2 % — від 90 до 119 м2 і
30,5 % — понад 120 м2.

З усіх будівель у 2001 р. 43,4 % було одноповерховими, 41,8 % — двоповерховими, 11 % — триповерховими, 1,8 % — чотириповерховими, 1,4 % — п'ятиповерховими, 0,5 % — шестиповерховими,
0,1 % — семиповерховими, 0 % — з вісьмома та більше поверхами.

## Автопарк
| \| Автомобілі, зареєстровані у місті, за призначенням \| Автомобілі, зареєстровані у місті, за призначенням \| Автомобілі, зареєстровані у місті, за призначенням \| \| Рік \| 2006 р. \| 2005 р. \| \| -------------------------------------------------- \| -------------------------------------------------- \| -------------------------------------------------- \| \| Приватні автомобілі \| 68% \| 69,3% \| \| Мотоцикли \| 9,3% \| 8,5% \| \| Вантажівки \| 18,5% \| 18,3% \| \| Трактори \| 0,6% \| 0,6% \| \| Автобуси та ін. \| 3,6% \| 3,4% \| \| Усього автомобілів \| 15.879 шт. \| 15.259 шт. \| |            |            |
| Автомобілі, зареєстровані у місті, за призначенням |            |            |
| Рік | 2006 р.    | 2005 р.    |
| Приватні автомобілі | 68%        | 69,3%      |
| Мотоцикли | 9,3%       | 8,5%       |
| Вантажівки | 18,5%      | 18,3%      |
| Трактори | 0,6%       | 0,6%       |
| Автобуси та ін. | 3,6%       | 3,4%       |
| Усього автомобілів | 15.879 шт. | 15.259 шт. |

## Вживання каталанської мови
У 2001 р. каталанську мову у місті розуміли 97 % усього населення (у 1996 р. — 96,9 %), вміли говорити нею 80,4 % (у 1996 р. — 82,2 %), вміли читати 80,8 % (у 1996 р. — 78,7 %), вміли писати 58,2 % (у 1996 р. — 53,8 %). Не розуміли каталанської мови 3 %.

## Політичні уподобання
У виборах до Парламенту Каталонії у 2006 р. взяло участь 9.261 особа (у 2003 р. — 9.594 особи). Голоси за політичні сили розподілилися таким чином:
| \| Вибори до Парламенту Каталонії \| Вибори до Парламенту Каталонії \| Вибори до Парламенту Каталонії \| \| Рік \| 2006 р. \| 2003 р. \| \| -------------------------------------- \| ------------------------------ \| ------------------------------ \| \| Конвергенція та Єднання (CiU) \| 35,6% \| 35,7% \| \| Соціалістична партія Каталонії (PSC) \| 25,8% \| 28,9% \| \| Народна партія (PP) \| 6,7% \| 7,6% \| \| Ініціатива за зелену Каталонію (IC) \| 10,2% \| 7% \| \| Республіканська лівиця Каталонії (ERC) \| 17% \| 19,4% \| \| Громадянська партія (C's) \| 2,3% \| 0% \| \| Інші \| 2,4% \| 1,4% \| |         |         |
| Вибори до Парламенту Каталонії |         |         |
| Рік | 2006 р. | 2003 р. |
| Конвергенція та Єднання (CiU) | 35,6%   | 35,7%   |
| Соціалістична партія Каталонії (PSC) | 25,8%   | 28,9%   |
| Народна партія (PP) | 6,7%    | 7,6%    |
| Ініціатива за зелену Каталонію (IC) | 10,2%   | 7%      |
| Республіканська лівиця Каталонії (ERC) | 17%     | 19,4%   |
| Громадянська партія (C's) | 2,3%    | 0%      |
| Інші | 2,4%    | 1,4%    |

У муніципальних виборах у 2007 р. взяло участь 8.598 осіб (у 2003 р. — 8.625 осіб). Голоси за політичні сили розподілилися таким чином:
| \| Муніципальні вибори \| Муніципальні вибори \| Муніципальні вибори \| \| Рік \| 2007 р. \| 2003 р. \| \| -------------------------------------- \| ------------------- \| ------------------- \| \| Конвергенція та Єднання (CiU) \| 27,3% \| 45,6% \| \| Соціалістична партія Каталонії (PSC) \| 42,3% \| 27,1% \| \| Народна партія (PP) \| 4,7% \| 6,3% \| \| Ініціатива за зелену Каталонію (IC) \| 4,7% \| 7,5% \| \| Республіканська лівиця Каталонії (ERC) \| 8,5% \| 13,4% \| \| Громадянська партія (C's) \| 0% \| 0% \| \| Інші \| 12,5% \| 0% \| |         |         |
| Муніципальні вибори |         |         |
| Рік | 2007 р. | 2003 р. |
| Конвергенція та Єднання (CiU) | 27,3%   | 45,6%   |
| Соціалістична партія Каталонії (PSC) | 42,3%   | 27,1%   |
| Народна партія (PP) | 4,7%    | 6,3%    |
| Ініціатива за зелену Каталонію (IC) | 4,7%    | 7,5%    |
| Республіканська лівиця Каталонії (ERC) | 8,5%    | 13,4%   |
| Громадянська партія (C's) | 0%      | 0%      |
| Інші | 12,5%   | 0%      |